# Sin senos no hay paraíso
Production
Diffusion
Chronologie
Pecados ajenos Victorinos
Sin senos no hay paraíso est une telenovela américano-colombienne produite par RTI Producciones et Telemundo. Il s'agit du remake et de l'adaptation originale de la série colombienne Sin tetas no hay paraíso. La novela est basée sur une investigation de journaliste et du premier roman de Gustavo Bolívar et dispose d'une jeune et séduisante prostituée qui désire avoir des implants mammaires massives afin d'attirer une riche organisation de cocaïne contrebandier. Elle est également basée sur des témoignages.
Elle est diffusée entre le 16 juin 2008 et le 22 juin 2009 sur Telemundo.
La telenovela a une suite qui s’intitule Sin senos sí hay paraíso à partir de 2016.

## Synopsis
Catalina Santana est une jeune femme de Pereira en Colombie, qui est prête à tout risquer pour échapper à la pauvreté, elle vit et réalise ses rêves - même si cela signifie de mettre sa vie et son intégrité en danger. Sa mère Hilda est une belle femme travaillant dur mais sans ressources qui ne parvient pas à fournir à ses enfants tout le luxe qu'ils désirent mais dépense une énergie débordante dans ses efforts pour pousser ses deux enfants, Catalina et son frère Bayron à prospérer. Malgré les efforts de leur mère, la situation de Bayron et de Catalina est remplie de pauvreté et de besoins.
Catalina est belle, mais pas aussi voluptueuse que ses amies qui rendent des services sexuels comme des «filles pré-payées» aux hommes puissants dans le monde du trafic de drogue. Yésica "La Diablesse", la meilleure amie de Catalina, est entrée dans ce monde avec sa propre entreprise : le recrutement, la sélection et les principaux groupes de femmes pour qui la drogue et les trafiquants paient à l'avance pour recevoir des services sexuels, elle introduit à Catalina cette culture et finit par la convaincre que c'est la seule façon pour elle de parvenir à sortir de sa pauvreté. Une fois à l'intérieur, Catalina tombe entre les mains manipulatrices de Lorena, l'équivalent mexicain de Yésica, qui, avec Martinez, un membre important du cartel de Juarez, parviennent à convaincre toutes les jeunes femmes inexpérimentées de la Colombie à subir une intervention chirurgicale des seins comme un moyen d'obtenir une meilleure vie dans un autre pays. Ce qu'elles ne savent pas est que, en réalité, il les utilise comme «mules», en les envoyant au Mexique dans de la contrebande de cocaïne avec leurs implants.
Catalina, éblouie par ce monde de richesses et cette vie pleine de luxe, décide de ne pas poursuivre sa relation avec son petit ami Albeiro, un jeune homme de sa ville qui a très peu d'ambitions, mais l'aime pourtant de tout son cœur. Elle décide de chercher quelqu'un qui peut payer ou financer sa chirurgie des implants mammaires en silicone puisque, selon sa croyance, cela va lui donner la gloire et la richesse qu'elle recherche tant.
En fin de compte, Catalina commence à se rappeler à quel point sa vie s'est dégradée depuis qu'elle est devenue une fille pré-payée : elle a subi un avortement illégal après avoir été violée par trois hommes, elle a fait face à des luttes afin d'obtenir ses seins augmentés et la perte de ses implants mammaires en raison de complications médicales, la mort de son frère Bayron, la trahison de sa mère et Albeiro, son petit ami de l'époque, qui ont eu derrière son dos une relation amoureuse qui a eu pour conséquence de mettre sa mère enceinte, enfin se faire chasser de sa propre maison par son dealer de mari Marcial, après que Yésica l'a trahie et raconté à Marcial que Catalina lui avait menti (alors qu'en réalité, elle se sentait dégoûtée envers lui) ainsi que le fait qu'elle avait un petit ami à la maison qui avait menti sur elle et sa propre mère. Après tout ça, elle se retrouve plus que jamais délaissée et se sent perdue, oubliée, trahie et seule. Tous ces événements provoquent en Catalina la perte de volonté de vivre, et elle est tentée de se suicider. Mais elle ne trouve pas le courage de le faire, alors elle décide de se venger et de tuer Yésica pour sa trahison en l'invitant à un café et en embauchant des tueurs. Elle leur donne les détails pour distinguer Yésica des autres personnes. Les tueurs tirent à quatre reprises dans le dos de celle qu'ils croient être Yésica. Finalementil s'avère que la jeune fille tuée est en fait Catalina qui a changé d'avis. Au lieu de faire tuer Yésica, elle a décidé de son propre assassinat en se déguisant en Yésica. Avant de se faire tuer, Catalina a écrit dans le livre qu'elle tenait en ligne, la phrase qui a donné à la novela son titre, C'est un mensonge - sans seins il n'y a pas de paradis.

## Distribution
- Carmen Villalobos : Catalina Santana (Protagoniste)
- Catherine Siachoque : Hilda Santana "Doña Hilda"
- Fabián Ríos : Albeiro Marín
- María Fernanda Yepes : Yésica Beltrán "La Diablesse" #1 (Vilaine de l'histoire)
- Juan Diego Sanchez : Bayron Santana
- Gregorio Pernía : Aurelio Jaramillo "El Titi"
- Alejandra Pinzón : Paola Pizarro
- Carolina Sepúlveda : Ximena Fonseca
- Carolina Betancourt : Vanessa Salazar #1
- Guillermo Quintanilla : Benjamín Martínez
- Linda Baldrich : Natalia Bermúdez
- Aylin Mujica : Lorena Magallanes
- Laura Londoño : Lina Arango
- Sofía Stamatiades : Julieta Rivas
- Roberto Mateos : José Miguel Cárdenas
- Gabriel Porras : Fernando Rey
- Ramiro Meneses : Ramiro "Homme foncé" Duque
- Danilo Santos : Mauricio Cardona
- Alí Humar : Pablo Morón
- Juan Pablo Shuk : Mauricio Contento
- César Mora : Marcial Barrera
- Francisco Bolívar : José Luis Vargas "Jota"
- Juan Hugo Cárdenas : Le lièvre
- Angélica Blandon : Camila Duque
- José Omar Murillo : Oswaldo Ochoa "Pelambre"
- Astrid Junguito : Mariela Manrique de Marín
- Didier van der Hove : Alberto Quiroga
- Emerson Yáñez : Balín
- Paula Barreto : Bárbara
- Néstor Alfonso Rojas : Caballo
- Rafael Uribe Ochoa : Orlando
- Víctor Rodriguez : Jorge
- Jorge Sanchez : Lambón
- Lico Flores : Fico
- Martha Isabel Bolaños : Margot
- Rodrigo Obregón : Robert
- Andrés Martinez : Alberto Bermejo
- Edmundo Troya : Don Antonio
- Sigifredo Vega : Calixto Bermúdez
- Gustavo Yánez : Sadhanii
- Maria Margarita Giraldo : Eloiza de Bermúdez
- John Mario Rivera : Don Jairo
- Manuel Busquet : Román
- Lucho Velasco : Docteur Albertos
- Moisés Cadavid : Benjamín
- Dara Monseñor : Tatiana del Prado Cuevas
- Jairo Sanabria : Tuerto
- Christian Tappan : Octavio Rangel #1
- Manuel Pachón : Sacerdote
- Mónica Pardo : Cristina
- María León Arias : Griselda
- Sharmell Altamirano : Rhoiau Frtizeloi
- Alvaro García : Bonifacio
- Johanna Uribe : Valentina Roldán
- Mónica Uribe : Marcela Ahumada
- Karen Lisset Manjarrez : Elle-même
- Julia Tormento : Bella
- Herbert Rey : Espartaco
- Margarita Durán : Rosa
- Alexander Rodriguez : Martín Salgado
- Sebastián Boscán : Docteur Estéves
- Gilberto Ramirez : Docteur Espitia
- Natalia Giraldo : Micaela St. Germain
- Martha Liliana Calderón : Rebecca Romo
- Ivette Zamora : María Jaramillo
- Alejandro Tamayo : Totico
- Andrea Villareal : Zoyla Carrasco
- Luis Fernando Salas : Urquía
- Alfredo Anher : Agent Robledo
- Giovanny Alvarez : Capitaine Torrijos
- Ana Beatriz Osorio : Roxana Pinilla
- Alejandro López : Becker
- Jackeline Aristizabal : González
- David Guerrero : Joaquín
- Victor Cifuentes : Robert
- Zulma Rey : Jenny
- Juan Sebastián Caicedo : David
- Mijail Mulkay : Hugo Cifuentes
- Linda Lucía Callejas : Imelda Beltrán "Doña Imelda" #1
- Federico Rivera : Raúl
- Juan Assis : JuanAssis
- Jeferson Longa : Franco

## Production
L'héroïne est un prepago, ou «fille pré-payée", ce qui signifie qu'elle vend ses services autour de l'horloge pour une période déterminée, dans l'espoir de faire de l'argent supplémentaire. Le scénariste met en évidence une partie peu flatteuse de son pays : les adolescentes dans la culture du narco-trafic colombien pour obtenir des implants mammaires. Selon Gustavo Bolívar, il a voulu toucher sur un thème universel : « la beauté repose dans la vanité et sa connexion avec l'argent" et a noté qu'aucun autre livre avait dénoncé les trafiquants de drogue dans ces mauvais termes, les mères ignorantes qui confondent l'amour pour leurs filles avec le proxénétisme, et les chirurgiens plastiques peu scrupuleux.
Gustavo Bolívar s'est basée pour son histoire sur des conditions réelles face à des adolescentes prostituées dans la province département de Putumayo, en Colombie. Là, il rencontre deux filles qui étaient désespérés pour leurs implants mammaires en silicone. On lui dit que c'est en échange de rapports sexuels. Malheureusement, le médecin a utilisé une paire d'implants utilisés qui ont conduit à des réactions allergiques et une infection.
Telemundo a commencé la production de cette telenovela dans des centres de Telemundo à Bogota et Girardot, Colombie, ainsi que son studio de Sinaloa, au Mexique, le 15 avril 2008. Comme avec la plupart de ses feuilletons, la diffusion sur le réseau est en sous-titres anglais légendes jusqu'à la fin octobre, lorsque le réseau a annulé brièvement les traductions. Les légendes ont été restaurés en avril de l'année suivante. Une version avec l'écran sous-titres anglais a débuté sur Mun2 en 2009.

## Diffusion internationale
| Pays      | Chaînes de télé        | Titre local                     | Première           | Fin               | Créneau horaire |
| --------- | ---------------------- | ------------------------------- | ------------------ | ----------------- | --------------- |
| Bulgarie  | Nova TV / Diema femily | Силикон за рая                  | 1er septembre 2008 | 30 septembre 2009 | 16:30           |
| Serbie    | TV Košava              | Sponzoruše                      | 10 novembre 2008   | 15 juillet 2009   | 20h00 / 23h00   |
| Canada    | Telelatino             |                                 |                    |                   |                 |
| Hongrie   | Cool TV                |                                 |                    |                   |                 |
| Macédoine | Sitel TV               | Спонзоруши ( «chercheurs d'or») |                    |                   |                 |
| Roumanie  | Acasa TV               | Fara sani nu exista Paradis     | 22 juin 2009       | 17 décembre 2009  |                 |

## Suite
Le 19 juillet 2016, Telemundo commence la diffusion de la suite de cette telenovela. Le nom de la suite est Sin senos sí hay paraíso.

## Autres versions
- Sin tetas no hay paraíso (2006)
- Without Breasts There Is No Paradise (2010)
- Sin senos sí hay paraíso (2016)

### Sources
- (es) Cet article est partiellement ou en totalité issu de l’article de Wikipédia en espagnol intitulé « Sin senos no hay paraíso » (voir la liste des auteurs).